# Sultan Azlan Shah Cup 2003
De strijd om de Sultan Azlan Shah Cup is een internationaal invitatietoernooi, dat jaarlijks in Maleisië wordt gehouden. Het hockeyevenement vindt geen doorgang indien Maleisië in hetzelfde jaar gastheer is van een door de FIH toegewezen toptoernooi, zoals het wereldkampioenschap of de Champions Trophy. Aan de twaalfde editie, van zaterdag 22 maart tot en met zondag 30 maart 2003, deden behalve het gastland de volgende landen mee: titelverdediger Duitsland, Nieuw-Zeeland, Pakistan en Zuid-Korea.

## Uitslagen voorronde
Zaterdag 22 maart
- Pakistan-Nieuw-Zeeland 6-1
- Zuid-Korea-Maleisië 2-0

Zondag 23 maart
- Duitsland-Pakistan 4-3

Maandag 24 maart
- Nieuw-Zeeland-Maleisië 4-2
- Zuid-Korea-Duitsland 0-2

Woensdag 26 maart
- Nieuw-Zeeland-Zuid-Korea 3-2
- Pakistan-Maleisië 3-1

Donderdag 27 maart
- Maleisië-Duitsland 1-2

Vrijdag 28 maart
- Duitsland-Nieuw-Zeeland 3-2
- Zuid-Korea-Pakistan 0-1

## Eindstand voorronde
| Plaats | Land          | Matchen | Gw | Vl | Gl | Doelpunten | Punten |
| ------ | ------------- | ------- | -- | -- | -- | ---------- | ------ |
| 1.     | Duitsland     | 4       | 4  | 0  | 0  | 11-6       | 12     |
| 2.     | Pakistan      | 4       | 3  | 0  | 1  | 13-6       | 9      |
| 3.     | Nieuw-Zeeland | 4       | 2  | 0  | 2  | 10-13      | 6      |
| 4.     | Zuid-Korea    | 4       | 1  | 0  | 3  | 4-6        | 3      |
| 5.     | Maleisië      | 4       | 0  | 0  | 4  | 4-11       | 0      |

## Uitslagen finaledag (zondag 30 maart)

### Plaats 3 (troostfinale)
- Nieuw-Zeeland-Zuid-Korea 3-2

### Finale
- Pakistan-Duitsland 1-0

## Eindrangschikking
| Plaats | Land          |
| ------ | ------------- |
| 1.     | Pakistan      |
| 2.     | Duitsland     |
| 3.     | Nieuw-Zeeland |
| 4.     | Zuid-Korea    |
| 5.     | Maleisië      |